# 奥野翔太 (実業家)
奥野 翔太（おくの しょうた、1995年 - ）は、日本の実業家、起業家。株式会社Plott代表取締役CEO。

## 概要
三重県出身。筑波大学情報学群情報科学類卒業。在学中に、株式会社クロノファクトリーにて事業ディレクターとして勤務し、起業家・経営者を志すようになる。その後は、大学4年で休学しながら、Webメディア運営やゲーム制作・分散型動画メディア運営を経験し、ARコンテンツ制作のGraffity株式会社にてiOSエンジニアとして勤務していった。その後、株式会社Plottの前身となるファボを起業し、CEOに就任。2019年より「テイコウペンギン」を立ち上げ、その後複数のYouTubeアニメをリリースした。

## 人物
両親が関西出身であり、親の転勤による転校が多く、小さい頃から新しく人と関わりを持つことにはとても前のめりだった。小学校から高校までサッカーをやっていた。